# مقاطعة كاس (نبراسكا)
مقاطعة كاس (بالإنجليزية: Cass County)‏ هي إحدى مقاطعات ولاية نبراسكا في الولايات المتحدة الأمريكية.